# Mixed Grill
Albums de Plume Latraverse
Le Lour Passé de Plume Latraverse Vol. V  Chants d'épuration
Mixed Grill est un album de Plume Latraverse, sorti en 1998.

## Liste des titres
| No  | Titre                                       | Durée |
| --- | ------------------------------------------- | ----- |
| 1.  | La Journée du chèque                        |       |
| 2.  | Le Corrido du non-fumeur                    |       |
| 3.  | El Niño                                     |       |
| 4.  | (Amnésie crépusculaire) Mixed Grill         |       |
| 5.  | Kankon                                      |       |
| 6.  | Cœur en grève                               |       |
| 7.  | Le Spring de pépère Perron                  |       |
| 8.  | Dibidi (Il y a d'la poussière)              |       |
| 9.  | La Femme de mon épicier                     |       |
| 10. | Radio-Cristal                               |       |
| 11. | Agression culturelle                        |       |
| 12. | La Chaise berçante                          |       |
| 13. | Hôtel Cristobal                             |       |
| 14. | Depuis qu'elle marche à pied                |       |
| 15. | Qu'elles sont belles!                       |       |
| 16. | Auterfois                                   |       |
| 17. | Chez Dieu                                   |       |
| 18. | Conjugaison                                 |       |
| 19. | Si un jour je reviens sur terre             |       |
| 20. | Commune Louve                               |       |
| 21. | In Memoriam (R.I.P. Mémé, hommage posthume) |       |

- Discogs
- MusicBrainz (groupes de sorties)